# Szidarovszky Ferenc
Szidarovszky Ferenc (Budapest, 1945. július 24. – Budapest, 2024. november 14.) matematikus, egyetemi tanár. A műszaki tudomány doktora.

## Életpályája
Nagyapja Szidarovszky János (Budapest, 1881. október 21. – Budapest, 1947. december 30.) gimnáziumi, majd egyetemi tanár, nyelvész, az MTA tagja. Apja Szidarovszky János (Budapest, 1913. március 23. – Budapest, 2002. február 18.) általános és tervező mérnök, az MTA doktora. 
Szidarovszky Ferenc lánytestvéreivel együtt szorgalmas megoldója volt a Középiskolai Matematikai Lapok pontversenyeinek, de a testvérek közül Ferenc különösen kitűnt matematikai tehetségével, és két Nemzetközi Matematikai Diákolimpián (1962 és 1963) egyaránt ezüstérmet szerzett.
1968-ban szerzett kitüntetéses matematikus diplomát az ELTE Természettudományi Karán. 1970-ben doktorált numerikus módszerekből, majd 1975-ben megszerezte második doktori fokozatát a Marx Károly Közgazdaságtudományi Egyetemen játékelméletből. 1975-ben lett a matematikai tudomány kandidátusa, majd 1986-ban elnyerte a műszaki tudomány doktora címet az operációkutatás bányászati alkalmazásaiból.
1968-tól az ELTE TTK Geometriai, majd az újonnan alakult Numerikus és Gépi Matematikai Tanszékének oktatója volt. 1977-től a Kertészeti Egyetemen tanszékvezető egyetemi tanár, majd 1986-tól a Közgazdaságtudományi (mai nevén Corvinus) Egyetem Matematikai és Számítástudományi Intézetében dolgozott. 1990 óta az amerikai Arizonai Egyetem Rendszer- és Iparmérnöki Tanszékének a professzora. 2007-től 2013-ig a Pécsi Tudományegyetem TTK Matematikai és Informatikai Intézetének egyetemi tanára. 2014-ben a Pécsi Tudományegyetemen díszdoktorrá avatták. Nyugdíjas korban is folytatta tanári tevékenységét magántanárként a Corvinus Egyetemen.

### Tevékenysége
A PTE díszdoktorává avatása alkalmából készült méltatásából: Elméleti kutatásai felölelik a numerikus módszerek, a dinamikus rendszerek, a játékelmélet, a többcélú programozás és a konfliktus-feloldás számos területét. Különösen a dinamikus oligopol probléma stabilitási és irányítási kérdéseiben ért el alapvető eredményeket, amelyeket a Springer Kiadó Lecture Notes in Economics and Mathematical Systems sorozatában a K. Okuguchivel közösen írt könyvükben ki is adott. Számos tanulmányt írt a matematika különböző alkalmazásairól a vízgazdálkodás, a bányászat és az energiagazdálkodás problémáinak megoldásában. Oktatási tevékenysége is igen széles. Több mint 200 angol nyelvű és több mint 40 magyar nyelvű dolgozatot publikált. Magyarországon négy egyetemi jegyzete és három tankönyve, külföldön hat tankönyve, amelyeket társszerzőkkel írt és hat monográfiája jelent meg. Jelenleg három könyvét használják az USA egyetemein tankönyvként.

## Főbb művei
- Lineáris algebra közelítő módszerei; Tankönyvkiadó, Budapest, 1972
- Bevezetés a numerikus módszerekbe; Közgazdasági és Jogi, Budapest, 1974 (Korszerű matematikai ismeretek gazdasági szakemberek számára)
- Játékelmélet; Tankönyvkiadó, Budapest, 1977
- Számítástechnika; Kertészeti Egyetem, Termesztési és Tartósítóipari Kar, Budapest, 1979
- Szidarovszky Ferenc–Babos Lajosné–Ember Mihályné: Számítástechnikai példatár; Kertészeti Egyetem, Termesztési és Tartósipari Kar, Budapest, 1979
- Szabadkai Attila–Szidarovszky Ferenc: Döntés-előkészítési módszerek alkalmazása; Mezőgazdasági, Budapest, 1983
- Szidarovszky Ferenc–Molnár Sándor: Játékelmélet műszaki alkalmazásokkal. Többcélú programozás, klasszikus és differenciáljátékok; Műszaki, Budapest, 1986
- Szidarovszky Ferenc–Molnár Sándor: Játékelmélet. Többcélú optimalizáció, konfliktuskezelés, differenciáljátékok; ComputerBooks, Budapest, 2011